# Dolly, Dolly, Dolly
Dolly, Dolly, Dolly è il ventiduesimo album in studio della cantante statunitense Dolly Parton, pubblicato il 14 aprile 1980 dalla RCA Victor.

## Tracce
1. Starting Over Again (Donna Summer, Bruce Sudano) – 3:55
2. Same Old Fool (Glenn Sutton, Greg Leroy, Jim Helmer) – 3:20
3. Old Flames Can't Hold a Candle to You (Pebe Sebert, Hugh Moffatt) – 3:28
4. You're the Only One I Ever Needed (Robbie Patton, Linda Mallah) – 2:57
5. Say Goodnight (Gary Portnoy, Susan Sheridan) – 4:04
6. Fool for Your Love (Michael Omartian, Leo Sayer) – 3:05
7. Even a Fool Would Let Go (Tom Snow, Kerry Chater) – 3:18
8. Sweet Agony (David Wolfert, Susan Sheridan) – 3:40
9. I Knew You When (Rupert Holmes) – 3:10
10. Packin' It Up (Sandy Farina, Lisa Ratner) – 3:30